# V Centenario
«V Centenario» es una canción del grupo de hard rock español Extremoduro, incluida en su álbum de estudio Somos unos animales de 1991.  

## Descripción
Se trata del cuarto tema del álbum. La letra alude a la conquista de América, con sus respectivas barbaridades cometidas a los indígenas por parte de los conquistadores:

Centenario, celebrad, las mujeres y los niños por igual. Celebrando masacrar las mujeres y los niños por igual.
V Centenario (Extremoduro)